# Hoczew

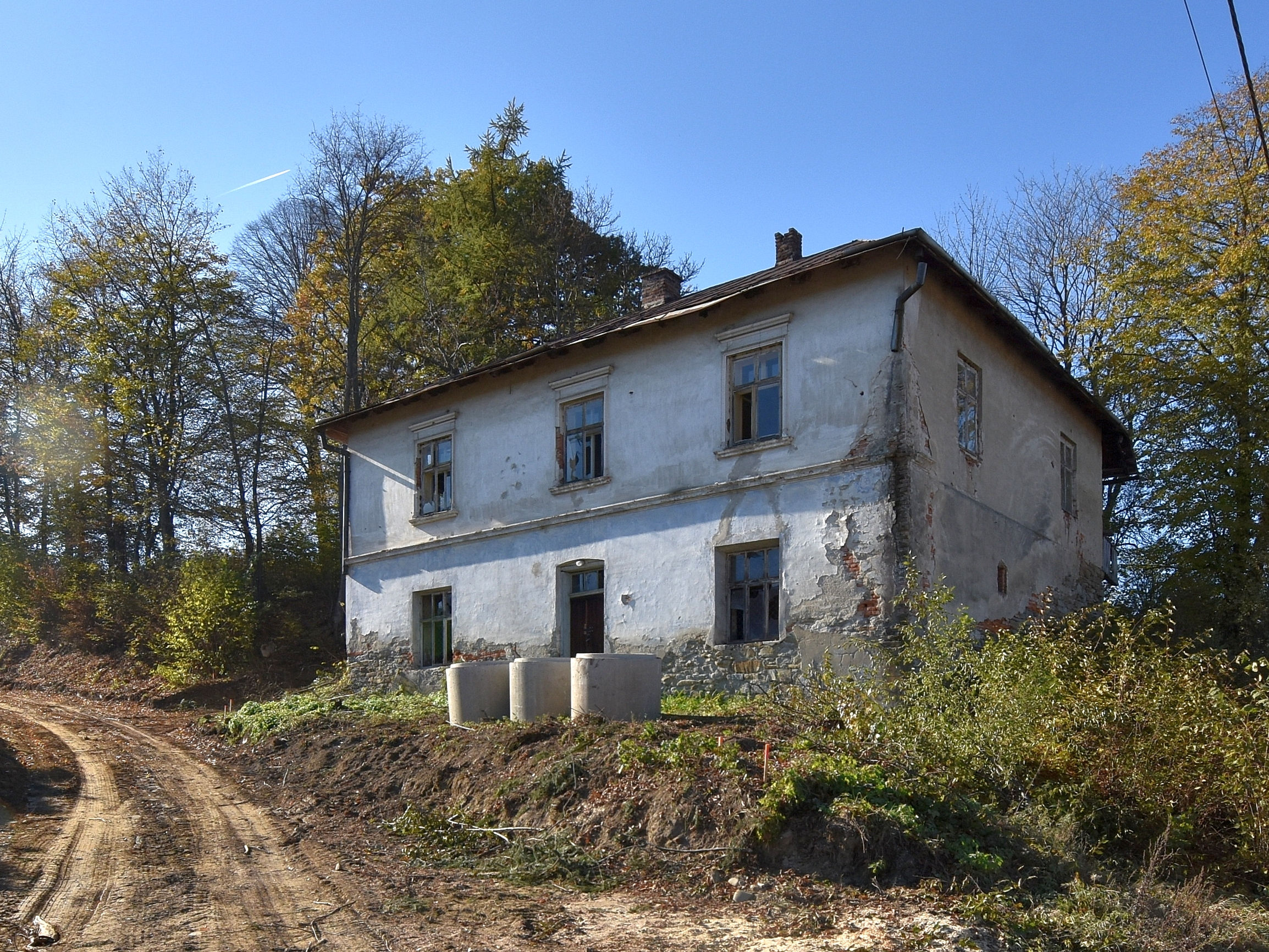
Zabytkowa plebania greckokatolicka

Hoczew – wieś w Polsce położona w województwie podkarpackim, w powiecie leskim, w gminie Lesko, nad rzeką San. Od października 1939 do roku sierpnia 1944 wieś była siedzibą urzędu gminy w powiecie sanockim.
Przez wieś przebiega droga wojewódzka nr 893 i 894.

## Części wsi
| SIMC    | Nazwa     | Rodzaj    |
| ------- | --------- | --------- |
| 0355660 | Łan       | część wsi |
| 0355677 | Pohulanka | część wsi |

## Historia
Przed 1427 wioska stała się własnością Matiasza Węgrzyna syna Piotra de Lobetans, dziedzica Nowotańca. 29 stycznia 1480, po śmierci Jana Bala, stolnika sanockiego jego synowie: Maciej Bal (zm. 1511), chorąży sanocki, ks. Piotr Bal i Mikołaj I Bal stolnik sanocki z Nowotańca podzielili majątek po ojcu.
Mikołaj Bal otrzymał połowę dóbr należących do klucza w Hoczwi we wsiach: Hoczew i inne. 19 grudnia 1480 trzej bracia Balowie: dokonali ponownego podziału dóbr po zmarłym ojcu Janie Balu. Starszym braciom (Matiaszowi i ks. Piotrowi) zapisano wsie: Hoczew, Dziurdziów, Terpiczów (Bachlawę), drugi Terpiczow (Średnią wieś), Berezkę, Wołkowyję Wielką, Terkę, dwie wsie, Bereźnicę Wyżną i Żernicę z lasami należącymi do tych wsi. W 1485 właściciel wsi Maciej Bal (zm. 1511) z Hoczwi, podkomorzy sanocki awansował z chorążego ziemi sanockiej na podkomorzego i ożenił się za zgodą brata i współwłaściciela dóbr ks. Piotra Bala – kustosza przemyskiego, zapisał żonie Annie (córce Piotra Weszmuntowskiego) kwotę 400 grzywien na połowie swego działu wsi tj. Hoczwi i innych. 1498 r. – Matiasz Bal (wymieniany też jako Maciej) był już kasztelanem sanockim. Zapisał swojej żonie Annie kwotę 420 grzywien na połowie swoich dóbr, w tym Hoczwi. Z 1493 pochodzi wzmianka, że na miejscu był niewielki zamek rycerski, założony na planie prostokąta, z dziedzińcem w środku. W 1510 – część z czynszów z Wołkowyi przeznaczono na rzecz kościoła parafialnego w Hoczwi. 1519 – doszło do rozgraniczenia dóbr Balów od dóbr Kmitów z Sobienia – poprzez usypanie kurhanów granicznych z ziemi – Do Matiasza i ks. Piotra Balów należały wówczas wsie: Hoczew, Średnia Wieś i inne.
W 1565 wieś liczyła 66 kmieci oraz 43 ¾ łana powierzchni, wójtostwo hoczewskie o pow. 6 łanów należało do kasztelana Zbigniewa Sienieńskiego. Dochód ze wsi wynosił wówczas 172 złp. 1 gr. Z tej miejscowości pochodził Piotr II Bal herbu Gozdawa, syn Matjasza III, szlachcic polski, podpisujący się „z Hoczwi”. Następnie staje się Hoczew własnością Bełzeckich przez małżeństwo Zofii Balównej ze Stanisławem Bełzeckim wojewodą podolski. Potem właścicielem jest Katarzyna z Bełżyckich, którą poślubił Józef Lubomirski herbu Szreniawa – wojewoda czernihowski. W 1709 Hoczew jest własnością syna wojewody Adama Antoniego Bełzeckiego kasztelana bełzeckego, a od 1712 Lubomirskiego księcia na Wiśniczu i Jarosławiu generała wojsk saskich i polskich. Od 1720 wieś przechodzi w posiadanie Michała Urbańskiego właściciela Lutowisk, a od 1740 staje się własnością rodu Fredrów.
W 1760 urodził się w Hoczwi Jacek Fredro, ojciec Aleksandra Fredry członek Rządu Centralnego Wojskowego Tymczasowego Obojga Galicji w 1809, członek stanów galicyjskich, wicemarszałek krajowy galicyjski 1817. W połowie XIX wieku właścicielem posiadłości tabularnej w Hoczwi był Emilian Rylski. W 1896 dobra w Bachlawie, Hoczwi, Średniej Wsi nabył Stanisław Nowak od hr. Michała Zyberk Platera
Do 1914 powiat leski, sąd powiatowy w Baligrodzie. Pod koniec XIX wieku większe posiadłości stanowiły na terenie wsi dobra hr. Platera Zyberka, wieś liczyła wtedy 600 mieszkańców. W 1921 wieś była zamieszkana przez 848 osób i liczyła 144 domy.
W II Rzeczypospolitej wieś w powiecie leskim województwa lwowskiego. Do 1939 we wsi znajdował się dwór, którego właścicielem był Kazimierz Sulatycki i Stanisław Mielniewicz.
15 września wieś została zajęta przez wojska radzieckie.
Dworek Fredrów, jak i kościół z 1774 r. został zniszczony przez oddziały UPA w 1946.
Do dziś po Balach zachowały się obwałowania grodu z X w.i zamczysko.
Do 1954 istniała gmina Hoczew. W latach 1954–1972 wieś należała i była siedzibą władz gromady Hoczew. W latach 1975–1998 miejscowość administracyjnie należała do województwa krośnieńskiego.

## Walki z UPA
Do pierwszych walk z UPA na tym terenie dochodziło już od połowy 1944. W czerwcu tegoż roku nacjonaliści ukraińscy wrzucili kilka granat do kościoła, zabijając 10 Polaków. W okresie 1945 do 1947 oddziały UPA dokonały trzykrotnie napadu na wieś. W styczniu 1945 po napadzie na wieś uprowadzili 5 milicjantów. Podczas kolejnego ataku Ukraińcy spalili szkołę i urząd gminy, a w grudniu 1946 spalili dwór Krasickich. Łącznie w latach 1944–1946 członkowie OUN-UPA zamordowali tutaj 35 Polaków, w tym kilku żołnierzy i milicjantów.

## Religia

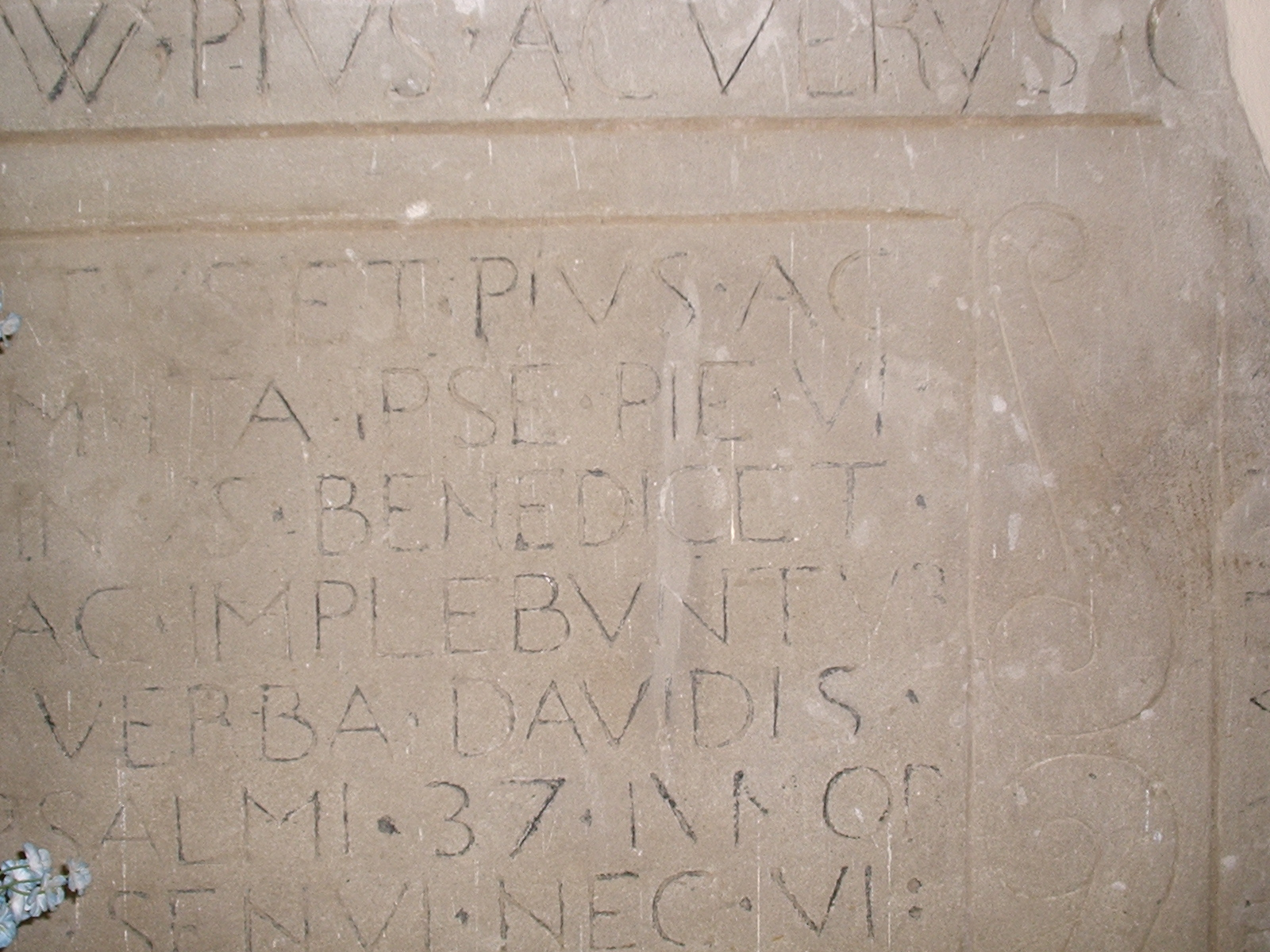
Fragment płyty nagrobnej Matjasza III Bala z kościoła pw. Św. Anny w Hoczwi

W 1510 Mikołaj Bal dla przychylności boskich wyroków przez pobożne uczynki, a przy jałmużny sobie, swym przodkom i swym potomnym bożą łaską zjednać, przeto z tych względów i przez wzgląd na zbawienie swej duszy, na cześć Boga Wszechmogącego i Bożej Rodzicielki N. P. Maryi, Świętej Anny, matki N. P. Maryi, Św. Zofii, Jana Chrzeciela i Św. Mikołaja i wszystkich świętych wreszcie funduje kościół i parafię w Hoczwi. Swiadkami tego aktu erekcyjnego byli Kaspar z Brzozowa, Kaspar z Domaradza, Albert z Tyrawy, Piotr z Bliznego oraz księża – Matjasz Widowski i Stanisław Wolibiowski. Dokument ten jeszcze w roku 1510 zatwierdził biskup przemyski Mateusz nadając kościołowi tytuł i przywileje kościoła parafialnego. Opis kościoła z XVIII wieku znajdujący się w aktach parafialnych podaje, że kościół był pierwotnie drewniany. W 1562 kościół łaciński został zamieniony przez brata fundatora Stanisława na zbór kalwiński. Kalwinizm w Hoczwi przetrwał do połowy XVII wieku. Parafia greckokatolicka w Hoczwi należała do dekanatu baligrodzkiego, posiadała filie w Dziurdziowie oraz Bachlowie. Obecnie w Hoczwi znajduje się kościół łaciński pw. św. Anny.

## Zabytki
- Kościół św. Anny z XVIII wieku w stylu barokowym – ufundowany przez ród Fredrów, konsekrowany w 1745 przez biskupa Sierakowskiego. We wnętrzu trzy ołtarze, ambona i chór pochodzące z czasów budowy świątyni. W ołtarzu głównym obraz św. Anny Samotrzeć z końca XVII w., pochodzący zapewne z poprzedniego kościoła. Najstarszym zabytkiem jest piaskowcowa płyta nagrobna Matiasza III Bala zmarłego w 1576 r., z herbami: Gozdawa Balowi i Półkozic Jedlińskich.
  - parawanowa dzwonnica od wschodu i brama od zachodu oraz zabytkowy mur.
  - w załamaniach muru dwie dziewiętnastowieczne kaplice grobowe, Rylskich i Balów oraz dwie małe kapliczki wotywne.
  - murowana plebania z 2 pół. XVIII wieku
- cmentarz katolicki obu obrządków, użytkowany od końca XVIII w.
- kaplica grobowa rodziny Caparów z lat 1935–1936.
- Przy rozwidleniu szosy na Cisną i Polańczyk murowany budynek dawnej karczmy (XIX w.).
- we wsi zachowało się kilka drewnianych chałup z wnęką (charakterystyczna cecha budownictwa pogórzańskiego).
- grodzisko z X-XI wieku na wierzchołku zalesionego wzgórza w widłach Sanu i Hoczewki. Elipsowaty majdan o wymiarach 70 × 30 m otaczają pozostałości wału zbudowanego z gliny i drewna, dziś słabo czytelne. Położenie i wymiary obiektu wskazują na strażniczą funkcję.
- Za wsią, przy szosie do Baligrodu, pomnik przyrody: „Progi skalne na Hoczewce”, przecinające rzekę na przestrzeni 250 m.

## Etymologia nazwy wsi
W dokumencie sygnowanym przez króla Władysława II Jagiełły występuje nazwa miejscowości Oczew. Jest zatem bardzo prawdopodobne, że nazwa miejscowości pochodzi o słowa očev (очев) oznaczającym ojcowiznę. Może o tym świadczyć również treść wspomnianego dokumentu, w którym król polski Władysław II Jagiełło podkreśla, że potwierdza prawo własności miejscowości jako lenno przodkom Jaczko Rusina. Niektórzy porównują nazwę miejscowości z nazwą wsi Haczów która lokowana jest w powiecie brzozowskim i jest inną miejscowością niż Hoczew w powiecie leskim. Porównanie to jednak wydaje się niewłaściwe.

## Związani z m. Hoczew
- January Poźniak – poeta, piewca Bieszczadów, urodził się w Hoczwi.
- Jacek Fredro – ojciec komediopisarza Aleksandra Fredry
- Marek Benewiat – artysta rzeźbiarz, absolwent krakowskiej ASP, pochodzi z Hoczwi
- Zdzisław Pękalski – malarz, rzeźbiarz i poeta[17].